# Tubarão-fantasma
O Tubarão-fantasma (nome científico: Hydrolagus trolli) ou Quimera-azul-de-nariz-pontiagudo é uma espécie de peixe da família Chimaeridae.
Pode ser encontrada nos seguintes países: Nova Caledónia, Nova Zelândia e África do Sul.
Os seus habitats naturais são: mar aberto.
Está ameaçada por perda de habitat. Não se havia registos filmados do tubarão-fantasma até 2016, quando cientistas acreditam terem filmado a partir de um veículo operado de forma remota.
Apesar do nome, não é uma espécie de tubarão, embora seja considerado um parente próximo. 
A espécie possui placas de cartilagem no corpo e é diferenciado das outras espécies por possuir um pénis retrátil na testa.